# Крочикија
Крочикија (фр. Crocicchia) насеље је и општина у Француској у региону Корзика, у департману Горња Корзика која припада префектури Бастија.
По подацима из 2011. године у општини је живело 46 становника, а густина насељености је износила 10,65 становника/km². Општина се простире на површини од 4,32 km². Налази се на средњој надморској висини од 650 метара (максималној 1.041 m, а минималној 195 m).

## Демографија
| 1962. | 1968. | 1975. | 1982. | 1990. | 1999. | 2011. |
| ----- | ----- | ----- | ----- | ----- | ----- | ----- |
| 59    | 79    | 58    | 48    | 62    | 50    | 46    |

График промене броја становника у току последњих година